# Z4
Z4 (рус. «цет-фир») — вычислительная машина немецкого инженера Конрада Цузе, созданная им на основе опыта разработки первого программируемого компьютера Z3. Машину предполагалось установить на одном из заводов компании Henschel-Werke AG (подрядчик госзаказа на изготовление машины), расположенном на территории Протектората Богемии и Моравии, но к моменту начала сборочных работ в первой половине 1944 года пришло указание вышестоящих органов управления имперской промышленностью о демонтаже предприятия и его производственных мощностей в связи с приближением наступающих советских войск. Тем не менее, конструктор вопреки полученному распоряжению приступил к проведению пусконаладочных работ и, пока рабочие занимались демонтажем производственных мощностей и заводского оборудования, ему удалось запустить машину в эксплуатацию.

## Разработка и создание
Цузе начал создавать Z4 на завершающем этапе Второй мировой войны и если исходно у него был интенсивный график работы, то после получения распоряжения о демонтаже завода он стал работать круглосуточно, без перерыва на сон и отдых. Его лаборатория вместе с большей частью разработанного оборудования погибла при налёте авиации союзников. Тем не менее, почти законченный Z4 уцелел. Чуть ранее он был отправлен из Берлина в Гёттинген, а затем погружён на подводу и перевезён Цузе в безопасное место в баварской деревне Хинтерштейн (нем. Hinterstein). Компьютер был спрятан в подвале дома и скрыт под названием «Versuchsmodel 4» (V4), что переводится как «пробная модель № 4».
Из-за ассоциации аббревиатуры V4 с названиями ракет V1 (Фау-1) и V2 (Фау-2) учёному удалось сравнительно легко получить пропуска для себя, своей супруги и подчинённых ему работников, а также путевые листы на оборудование и опытные образцы, — немецкие офицеры-тыловики комендантской службы, ответственные за обеспечение пропускного режима и мероприятий контроля грузо-пассажирских перевозок, посчитали, что перевозимая техника является по меньшей мере пультом управления новой модели секретного «чудо-оружия фюрера» и обеспечили беспрепятственное передвижение конструктору и его спутникам вместе с перевозимым ими багажом. Впоследствии нашедшие их британские и американские военные, руководствуясь той же логикой, ожидавшие увидеть некое подобие невиданного ранее ракетного оружия, были удивлены тем, что внушающая страх V4 оказалась всего-навсего скоплением механических деталей и частей.
После окончания войны Цузе продолжил изготовление компьютера. Z4 был закончен в сентябре 1950 года, после чего он был куплен Швейцарской высшей технической школой (ETH, Цюрих).
Математик Эдуард Штифель возглавлял Институт прикладной математики ETH Zurich, который был основан в 1948 году. Двумя его самыми важными помощниками были Хайнц Рутисхаузер (математик) и Амброс Шпайзер (инженер-электрик). Рутисхаузер был одним из главных отцов языка программирования Algol, Шпайзер стал директором-основателем IBM Research в Rüschlikon ZH.
В то время Z4 был единственной работающей вычислительной машиной в континентальной Европе. Z4 стал также первым компьютером в мире, который был продан. В этом он на пять месяцев опередил английский «Марк I» и на десять — американский UNIVAC.
Компьютер эксплуатировался в ETH Zürich до 1955 года, после чего был передан во Французский аэродинамический научно-исследовательский институт недалеко от Базеля, где работал до 1960 года.
В годы войны для работы с компьютером Z4 Цузе разработал также первый в мире высокоуровневый язык программирования — Планкалкюль (с нем. — «исчисление планов»).
В 2020 году было обнаружено ранее утерянное руководство по Z4.

## Спецификация
- Тактовая частота: 40 Гц.
- Средняя скорость вычисления: операция сложения — 0,4 секунды; умножения — 3 секунды.
- Хранение программ: внешний считыватель перфоленты.
- Память: 64 слова с длиной в 32 бита.
- Ввод: десятичные числа с плавающей запятой.
- Вывод: десятичные числа с плавающей запятой.
- Элементов: 2600 реле — 600 в арифметическом устройстве и 2000 в устройстве памяти. Мультиплексор для выбора адресов памяти. 21 ступенчатое реле.
- Потребление энергии: 6 кВт.